# Кригер, Эдуард
Эдуард Кригер (нем. Eduard Krieger; 16 декабря 1946, Вена, Австрия — 20 декабря 2019) — австрийский футболист, защитник и полузащитник.
Прежде всего известен выступлениями за клубы «Аустрия» (Вена), «Брюгге» и ЛАСК (Линц), а также национальную сборную Австрии. Обладатель Кубка Бельгии.

## Клубная карьера
Родился 16 декабря 1946 года в городе Вене. Воспитанник юношеских команд футбольных клубов «Зиммеринг» и «Ваггонфабрик».
Во взрослом футболе дебютировал в 1969 году выступлениями за команду клуба «Аустрия» (Вена), в которой провел шесть сезонов, приняв участие в 169 матчах чемпионата. Большинство времени, проведенного в составе венской «Аустрии», был основным игроком команды.
Своей игрой за эту команду привлек внимание представителей тренерского штаба бельгийского клуба «Брюгге», к составу которого присоединился в 1975 году. Сыграл за команду из Брюгге следующие три сезона своей игровой карьеры. Играя в составе «Брюгге», также в основном выходил на поле в основном составе команды.
В 1979 году некоторое время играл в Нидерландах, где защищал цвета команды клуба «ВВВ-Венло».
В 1979 году перешел в клуб ЛАСК (Линц), за который отыграл 4 сезона. Тренерским штабом клуба также рассматривался как игрок «основы». Завершил профессиональную карьеру футболиста выступлениями за команду ЛАСК в 1983 году.

## Выступления за сборную
В 1970 году дебютировал в официальных матчах в составе национальной сборной Австрии. В течение карьеры в национальной команде, которая длилась 9 лет, провел в форме главной команды страны 25 матчей.
В составе сборной был участником чемпионата мира 1978 года в Аргентине.

## Достижения
- Обладатель Кубка Бельгии (1):

«Брюгге»: 1977